# Hermandad de la Clemencia (Jerez)
La Hermandad de la Clemencia es una asociación religiosa católica que realiza una procesión anual durante la celebración de la Semana Santa en la ciudad de Jerez de la Frontera, Andalucía, España.

## Nombre completo
El nombre completo de la hermandad es: Hermandad del Santísimo Sacramento del Altar y Cofradía de Nazarenos del Santísimo Cristo de la Clemencia en la Traición de Judas, María Santísima de Salud y Esperanza, Madre de la Iglesia, San Benito y San Juan Pablo II.

## Historia
En 1993 se integran en la parroquia un grupo de jóvenes, con el afán de crear una cofradía, fueron reconocidos hasta 1998 como Asociación Parroquial. El 3 de diciembre de 1998 Rafael Bellido Caro los nombra Hermandad. procesionaban tan solo con el Señor, Judas y el olivo.
Hasta el año 2004 estuvo haciendo estación de penitencia en la Parroquia del Pilar. Es en el año 2005 cuando se le conceden los permisos para ir al centro, pasar por Carrera oficial, e ir a la Santa Iglesia Catedral; es a raíz de ahí cuando empiezan a añadir el resto de imágenes del conjunto escultórico.
La imagen de María Santísima de la Salud y Esperanza es realizada por Salvador Madroñal en Sevilla en el año 1999, y que pudo ser comprada por una Hermandad de Sevilla, la cual llegó horas más tarde que la hermandad del Polígono San Benito. La imagen pasó varios años en la casa de un hermano hasta que fue bendecida el 12 de marzo de 2005 por Francisco González Cornejo, el anterior párroco de San Benito, ya difunto. El 11 de abril de 2017, Martes Santo, María Santísima de la Salud y Esperanza realiza su primera estación de penitencia bajo paso de palio con tonalidades verdes omeya a la Santa Iglesia Catedral de Jerez de la Frontera.
En 2016 se crea una Banda para la hermandad.

## Túnica
Túnica y antifaz blancos, con botonadura burdeos, a la altura de los riñones, cingulo color oro y escapulario de terciopelo burdeos, como calzado zapatos negros con hebillas con la medalla de San Benito y calcetines negros

## Pasos

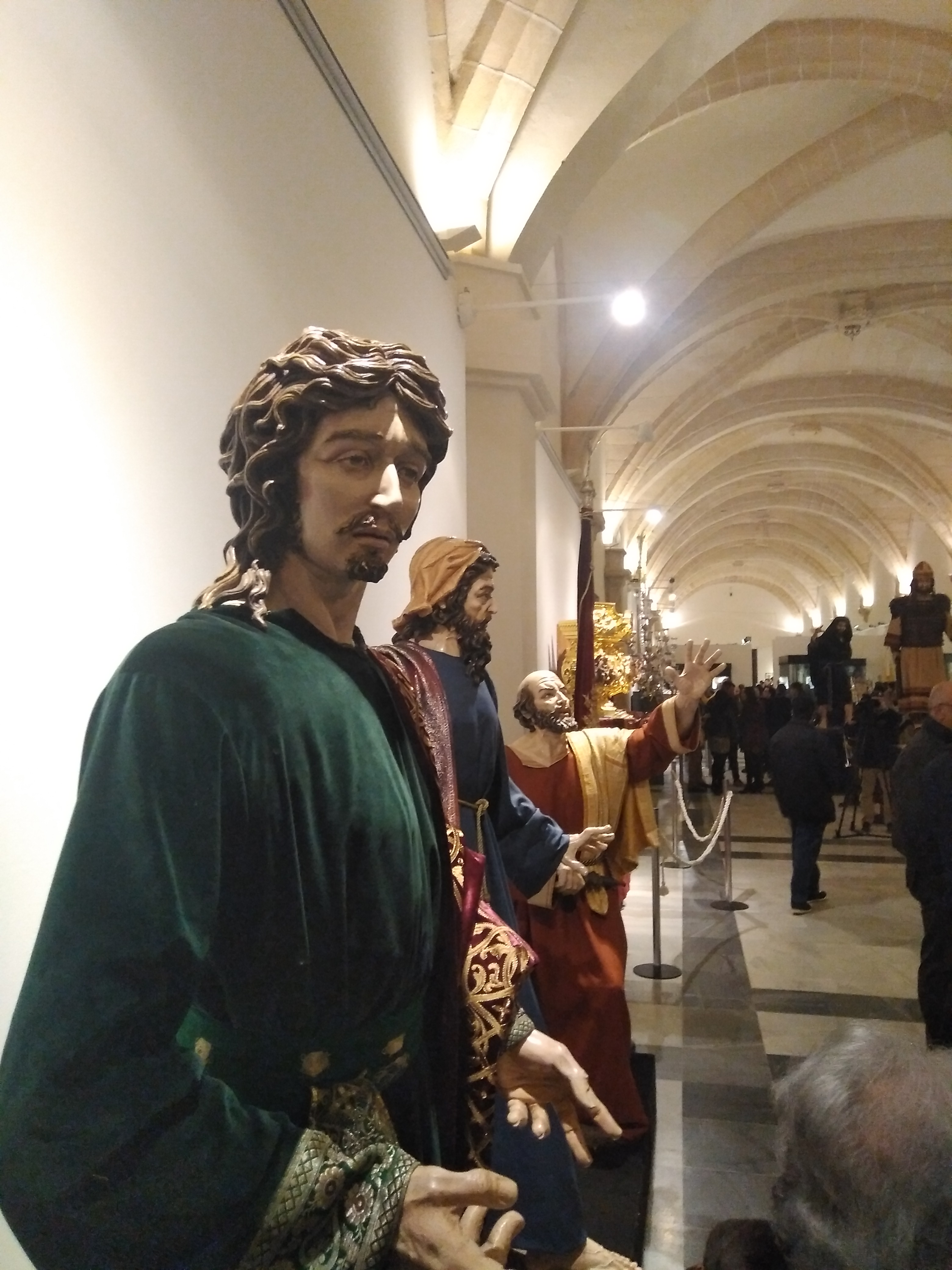
Exposición XXV aniversario

En el primero de los pasos se representa el momento en que Judas Iscariote, acompañado de la guardia judía, traiciona a Jesús mediante un beso, a lo que Cristo responde Judas, ¿con un beso entregas al hijo del hombre?, tras el olivo están ocultos San Juan, Santiago y San Pedro desenvainando la espada, para atacar a Malchus, al que según la Biblia sabemos que posteriormente cortó la oreja. Es obra de Manuel Ortega, sobrino de Luis Ortega Bru.
El segundo de los pasos es el de la Virgen de la Salud y Esperanza; y se trata de un magnífico paso de palio de grandes dimensiones, con apliques en verde esperanza.

## Sede

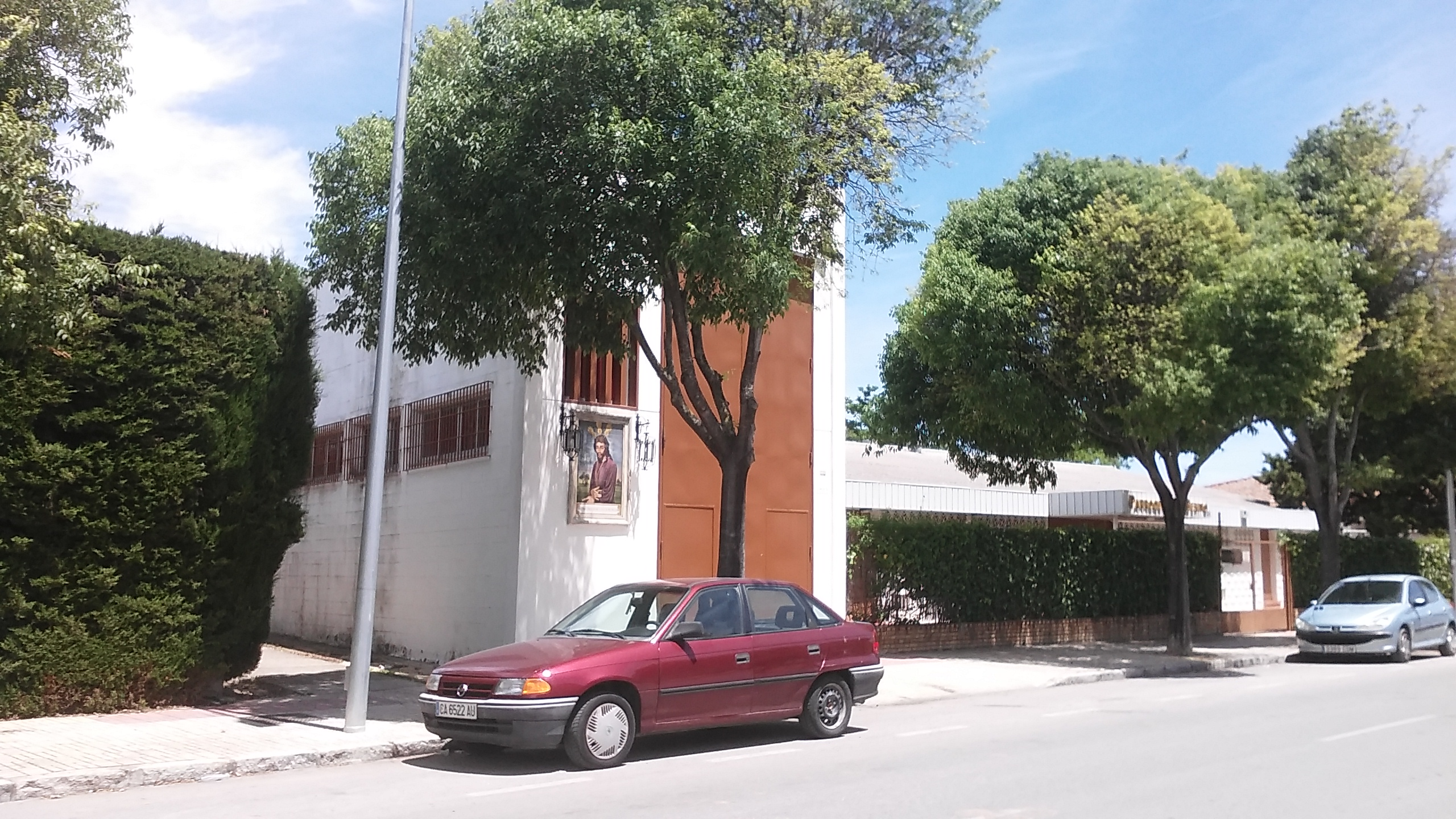
Parroquia

La sede de esta hermandad se encuentra en la Parroquia de San Benito, la cual se ubica en el Distrito Norte, entre los barrios de Monte Alto y el Polígono San Benito. Se trata de una parroquia sencilla de forma asamblearia, construida en el año 1972. La vida parroquial y la Hermandad están muy vinculadas la una con la otra. Actualmente su párroco es Don Ignacio Gaztelu Pastor, vicario general de la Diócesis de Asidonia-Jerez.

## Paso por Carrera Oficial
| Predecesor: Salud de San Rafael | Orden de entrada en Carrera Oficial (Martes Santo) 3er lugar | Sucesor: La Defensión |